# ITA Airways

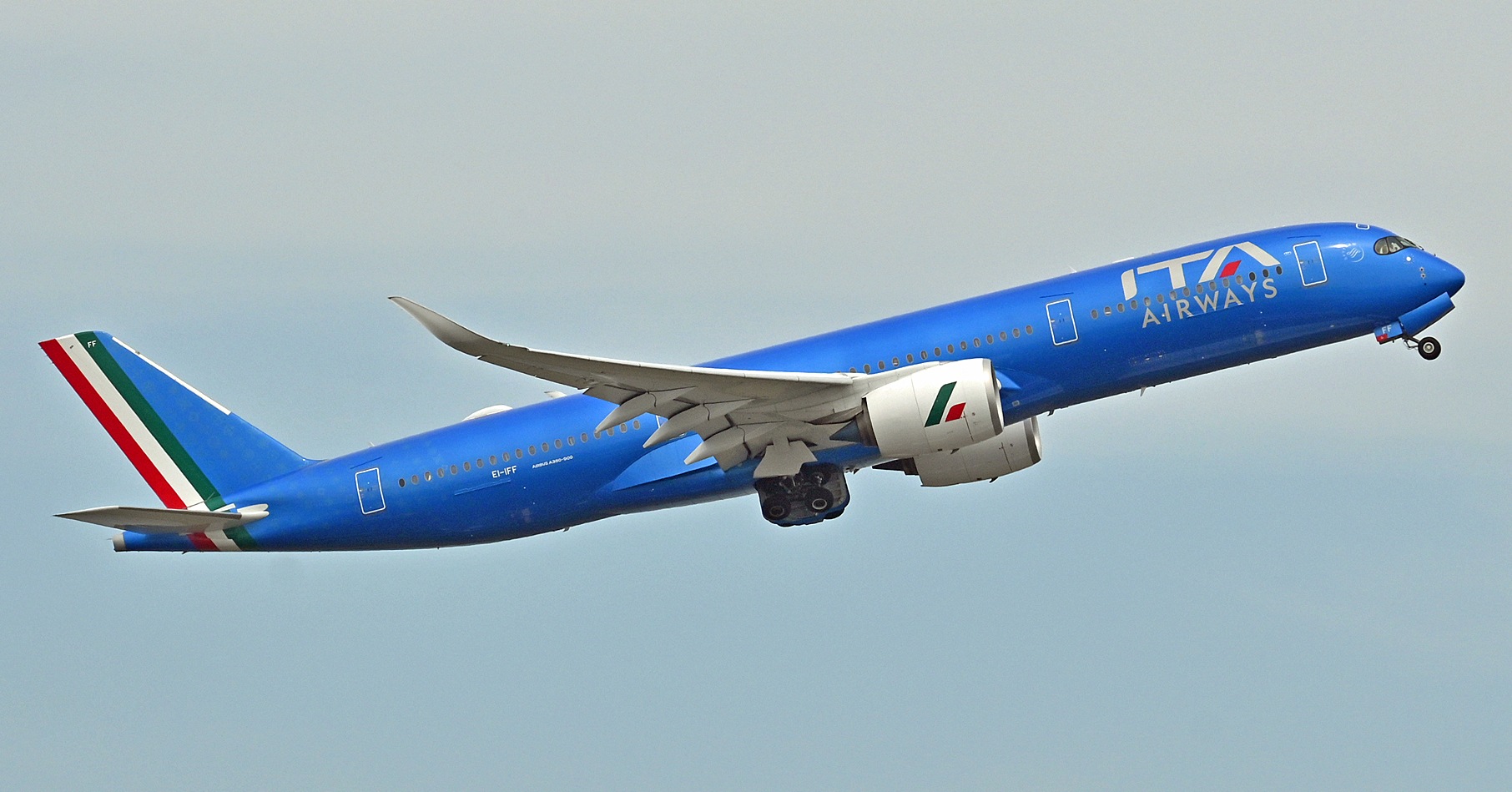
ITA Airways Airbus A350-900

Italia Trasporti Aereo S.p.A., або ITA Airways — національний авіаперевізник Італії. Планується, що авіакомпанія стане власником багатьох активів італійського авіаперевізника Alitalia.

## Історія

### Передісторія
Флагманський авіаперевізник Італії «Alitalia» працював з 1946 року.
Він належав італійському уряду до 2009 року, коли він став приватною компанією після реорганізації та злиття зі збанкрутілою італійською авіакомпанією Air One.
«Alitalia» знову зазнала реорганізації в 2015 році після отримання інвестицій від Etihad Airways, при цьому Air France-KLM вже володіла міноритарним пакетом акцій.
Після кількох невдалих спроб зробити авіакомпанію прибутковою, в 2017 авіакомпанія передана під надзвичайне управління, лише через кілька днів після того, як «Etihad Airways» припинила підтримку «Alitalia».
17 травня 2017 року, після того, як уряд виключив можливість націоналізації авіакомпанії, вона була офіційно виставлена на продаж з аукціону.
Після кількох невдалих переговорів із Delta Air Lines, EasyJet, італійською залізничною компанією Ferrovie dello Stato Italiane та China Eastern Airlines у березні 2020 року італійський уряд став власником авіакомпанії. що не здатна самостійно пережити вплив пандемії COVID-19.
10 жовтня 2020 уряд Італії підписав указ, що дозволяє авіакомпанії реорганізуватися в «Italia Trasporto Aereo S.p.A».

### Становлення авіакомпанії
28 жовтня 2020 року повідомлялося, що ITA мала купити кілька активів у Alitalia — Società Aerea Italiana SpA, включаючи бренд і коди рейсів Alitalia і Alitalia CityLiner, код квитка IATA (055), квиток пасажира, що часто літає MilleMiglia,  і слоти аеропорту Лондон-Хітроу щотижневих слотів влітку та 65 взимку). Очікувалося, що угода мала коштувати 220 мільйонів євро.
Проте 8 січня 2021 року Європейська комісія надіслала постійному представнику Італії в Європейському союзі лист із закликом до Італії оголосити «відкритий, прозорий, недискримінаційний та беззастережний тендер» на продаж активів Alitalia.
Лист складався з 62 запитів про роз'яснення, які відкидають ідеюпро те, що старий перевізник міг продати своє майно новій компанії у приватних переговорах.
У листі йшлося, що ITA не має зберігати бренд Alitalia, оскільки він є символічним показником наступності.
Європейська комісія запропонувала, щоб об'єднані підприємства авіації, наземного обслуговування та технічного обслуговування продавалися окремо третій стороні.
Також пропонувалося продати слоти, а програму MilleMiglia загалом не можна було передати новій юридичній особі.
26 серпня 2021 ITA офіційно відкрила продаж квитків на своєму вебсайті.
27 серпня 2021 ITA подала заявку на звільнення від податку та дозвіл іноземного авіаперевізника до Міністерства транспорту США.
У документі згадується про наміри розпочати польоти до Нью-Йорка, Бостона та Маямі в 2021 році, до Лос-Анджелеса та Вашингтона в 2022 році, а також до Чикаго та Сан-Франциско в 2023 році.
У тому ж документі йшлося, що до початку польотів, запланованих на 15 жовтня 2021 року, ITA придбає певні активи в Alitalia — Società Aerea Italiana SpA, і ця ITA також братиме участь у відкритому тендері на придбання бренду Alitalia.
30 вересня 2021 ITA оголосила, що авіакомпанія працюватиме з Airbus як «стратегічним партнером» з авіакомпанією, включаючи оголошення про майбутнє флоту ITA.
Авіакомпанія також оголосила про підписання Меморандуму про взаєморозуміння з Airbus на купівлю 10 літаків Airbus A330neo, 7 Airbus A220 та 11 літаків Airbus A320neo; поряд з угодою з Air Lease Corporation (ALC) про лізинг ще 31 нового літака Airbus (включно з орендою Airbus A350-900).
29 жовтня 2021 ITA оголосила, що офіційно приєдналася до альянсу SkyTeam.

## Код-шерінгові угоди
Код-шерінгові угоди підписані з наступними авіакомпаніями:
- Air Europa[5]
- Air France[6]
- Air Malta[7]
- Air Serbia[8]
- Bulgaria Air[9]
- Delta Air Lines[10]
- Etihad Airways[11]
- Kenya Airways[12]
- KLM[13]
- Qantas[14]
- TAP Air Portugal[15]
- TAROM[9]

## Дистанції
Дистанції на 15 жовтня 2021.
| Країна          | Місто          | Аеропорт             | Примітки         | Refs   |
| --------------- | -------------- | -------------------- | ---------------- | ------ |
| Албанія         | Тирана         | Тирана               |                  | [ 16 ] |
| Алжир           | Алжир          | Алжир                |                  | [ 16 ] |
| Аргентина       | Буенос-Айрес   | Буенос-Айрес-Есейса  | з березня 2022   | [ 16 ] |
| Бельгія         | Брюссель       | Брюссель             |                  | [ 16 ] |
| Бразилія        | Сан-Паулу      | Сан-Паулу-Гуарульюс  | з березня 2022   | [ 16 ] |
| Болгарія        | Софія          | Софія                | з серпня 2022    | [ 16 ] |
| Єгипет          | Каїр           | Каїр                 |                  | [ 16 ] |
| Франція         | Марсель        | Марсель              | з березня 2022   | [ 16 ] |
| Франція         | Ніцца          | Ніцца                |                  | [ 16 ] |
| Франція         | Париж          | Париж-Шарль де Голль |                  | [ 16 ] |
| Франція         | Париж          | Париж-Орлі           |                  | [ 16 ] |
| Німеччина       | Дюссельдорф    | Дюссельдорф          |                  | [ 16 ] |
| Німеччина       | Франкфурт      | Франкфурт            |                  | [ 16 ] |
| Німеччина       | Мюнхен         | Мюнхен               |                  | [ 16 ] |
| Німеччина       | Штутгарт       | Штутгарт             | з березня 2022   | [ 16 ] |
| Греція          | Афіни          | Афіни                |                  | [ 16 ] |
| Ізраїль         | Тель-Авів      | Тель-Авів            |                  | [ 16 ] |
| Італія          | Бріндізі       | Бріндізі             |                  | [ 16 ] |
| Італія          | Болонья        | Болонья              |                  | [ 16 ] |
| Італія          | Барі           | Барі                 |                  | [ 16 ] |
| Італія          | Катанія        | Катанія              |                  | [ 16 ] |
| Італія          | Флоренція      | Флоренція            | з березня 2022   | [ 16 ] |
| Італія          | Генуя          | Генуя                |                  | [ 16 ] |
| Італія          | Ламеція-Терме  | Ламеція-Терме        |                  | [ 16 ] |
| Італія          | Мілан          | Мілан-Лінате         | хаб              | [ 16 ] |
| Італія          | Неаполь        | Неаполь              |                  | [ 16 ] |
| Італія          | Палермо        | Палермо              |                  | [ 16 ] |
| Італія          | Пескара        | Пескара              |                  | [ 16 ] |
| Італія          | Реджо-Калабрія | Реджо-Калабрія       |                  | [ 16 ] |
| Італія          | Рим            | Рим-Ф'юмічіно        | Хаб              | [ 16 ] |
| Італія          | Трієст         | Трієст               |                  | [ 16 ] |
| Італія          | Турин          | Турин                |                  | [ 16 ] |
| Італія          | Верона         | Верона               |                  | [ 16 ] |
| Італія          | Венеція        | Венеція              |                  | [ 16 ] |
| Японія          | Токіо          | Токіо-Ханеда         | з березня 2022   | [ 16 ] |
| Люксембург      | Люксембург     | Люксембург           | з березня 2022   | [ 16 ] |
| Мальта          | Валенсія       | Мальта               |                  | [ 16 ] |
| Нідерланди      | Амстердам      | Амстердам            |                  | [ 16 ] |
| Сербія          | Белград        | Белград              | з серпня 2022    | [ 16 ] |
| Іспанія         | Барселона      | Барселона            |                  | [ 16 ] |
| Іспанія         | Мадрид         | Мадрид               |                  | [ 16 ] |
| Іспанія         | Малага         | Малага               | з березня 2022   | [ 16 ] |
| Іспанія         | Валенсія       | Валенсія             | з березня 2022   | [ 16 ] |
| Швейцарія       | Женева         | Женева               |                  | [ 16 ] |
| Швейцарія       | Цюрих          | Цюрих                |                  | [ 16 ] |
| Туніс           | Туніс          | Туніс                |                  | [ 16 ] |
| Велика Британія | Лондон         | Лондон-Хітроу        |                  | [ 16 ] |
| США             | Бостон         | Бостон-Логан         | з березня 2022   | [ 16 ] |
| США             | Маямі          | Маямі                | з 1 березня 2022 | [ 16 ] |
| США             | Лос-Анджелес   | Лос-Анджелес         | з 5 червня 2022  | [ 16 ] |
| США             | Нью-Йорк       | New York–JFK         |                  | [ 16 ] |
| США             | Вашингтон      | Вашингтон-Даллес     | з березня 2022   | [ 16 ] |

## Флот
| Тип             | В дії | Замовлення | Пасажирів | Пасажирів | Пасажирів | Пасажирів | Пасажирів | Примітки |
| Тип             | В дії | Замовлення | B         | E+        | E         | Total     | Refs      | Примітки |
| --------------- | ----- | ---------- | --------- | --------- | --------- | --------- | --------- | --- |
| Airbus A220-100 | —     | 7          | TBA       | TBA       | TBA       | TBA       | TBA       | Поставка розпочнеться в 2022 році, орендована у Air Lease Corporation.                                                    |
| Airbus A220-300 | —     | 15         | TBA       | TBA       | TBA       | TBA       | TBA       | Поставка розпочнеться в 2022 році, орендована у Air Lease Corporation.                                                    |
| Airbus A319-100 | 18    | —          | —         | 37        | 101       | 138       | [ 18 ]    | Перейде від Alitalia після її закриття.                                                                                   |
| Airbus A320-200 | 27    | —          | 36        | —         | 120       | 156       | [ 19 ]    | Перейде від Alitalia після її закриття. EI-EIB має ліврею «Народжені у 2021 році».. EI-DTE — перший літак у новій лівреї. |
| Airbus A320neo  | —     | 19         | TBA       | TBA       | TBA       | TBA       | TBA       | Поставка розпочнеться в 2022 році, орендована у Air Lease Corporation та безпосередньо замовлена у Airbus.                |
| Airbus A321neo  | —     | 20         | TBA       | TBA       | TBA       | TBA       | TBA       | Поставка розпочнеться в 2022 році, орендована у Air Lease Corporation.                                                    |
| Airbus A330-200 | 7     | —          | 20        | 17        | 219       | 256       | [ 21 ]    | Перейде від Alitalia після її закриття.                                                                                   |
| Airbus A330-900 | —     | 15         | TBA       | TBA       | TBA       | TBA       | TBA       | Поставка розпочнеться в 2022 році, орендована у Air Lease Corporation та безпосередньо замовлена у Airbus.                |
| Airbus A350-900 | —     | 8          | TBA       | TBA       | TBA       | TBA       | TBA       | Поставка розпочнеться в 2022 році, орендована у Air Lease Corporation.                                                    |
| Загалом         | 52    | 84         |           |           |           |           |           | |